# Simon Epiney

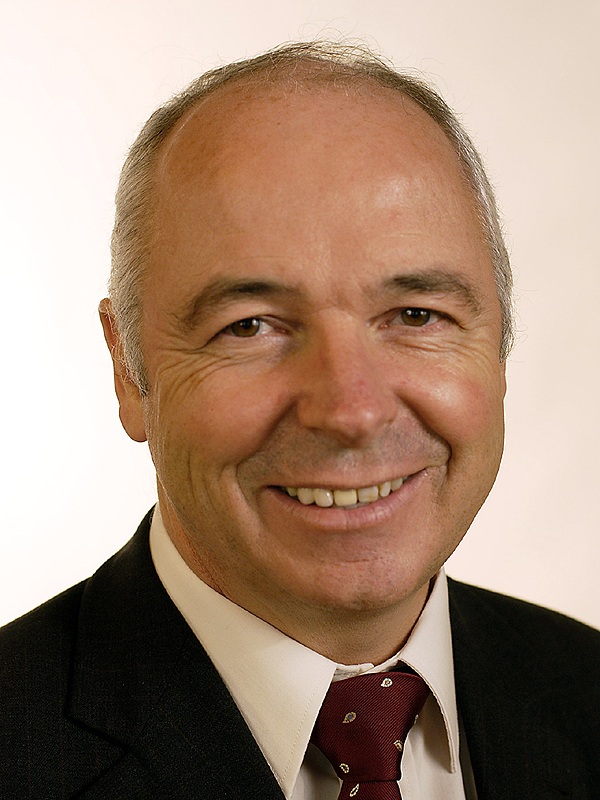
Simon Epiney

Simon Epiney (* 12. Februar 1950 in Sierre, heimatberechtigt in Vissoie) ist ein Schweizer Politiker (CVP).

## Biografie
Epiney studierte Rechtswissenschaften und arbeitete später als Anwalt und Notar.
Seine politische Karriere begann er im Gemeinderat (Exekutive) von Vissoie, dessen Gemeindepräsident er von 1980 bis 1992 war. Von 1981 bis 1993 war er im Grossen Rat des Kantons Wallis. Zum 25. November 1991 wurde er in den Nationalrat gewählt und hatte dort in verhältnismässig vielen Kommissionen Einsitz. Bei den Wahlen 1999 gelang ihm die Wahl in den Ständerat. Bei den Schweizer Parlamentswahlen 2007 trat er nicht mehr an und schied daher zum 2. Dezember 2007 aus der kleinen Kammer aus.
Er ist verheiratet, hat drei Kinder und wohnt in Sierre. In der Schweizer Armee war er Soldat.